# San Lorencito
San Lorencito es una localidad de Bolivia, ubicada en el municipio de El Puente de la provincia de Méndez en el departamento de Tarija.
El pueblo se encuentra a 3.420 m s. n. m., en la margen occidental del río Tomayapo, que fluye casi 90 kilómetros aguas abajo hacia el río San Juan del Oro.

## Geografía
San Lorencito está ubicado en la parte sureste de la meseta árida del Altiplano boliviano. Debido a la ubicación interior, el clima es fresco y seco y se caracteriza por un clima diurno típico en el que las fluctuaciones de temperatura media entre el día y la noche suelen ser significativamente mayores que las fluctuaciones estacionales.
La temperatura media anual es de 11 °C y fluctúa levemente entre unos buenos 6 °C en junio/julio y unos buenos 14 °C de noviembre a marzo. La precipitación anual es de poco menos de 400 mm, con una estación seca pronunciada de abril a octubre con una precipitación mensual inferior a 15 mm, y una estación húmeda de diciembre a febrero con 80-95 mm de precipitación mensual.

## Transporte
San Lorencito se encuentra a 49 kilómetros por carretera al noroeste de Tarija, capital del departamento homónimo.
Desde Tarija, la ruta troncal Ruta 1 se dirige hacia el norte, atravesando la Cordillera de Sama a través del Túnel Falda de la Queñua en dirección noroeste y continuando por el pueblo de San Lorencito hacia Camargo, Padcoyo y Potosí. En San Lorencito, un camino de tierra se bifurca hacia el sur y continúa hacia Yunchará por Iscayachi y la Pampa de Tajzara.

## Demografía
La población de la localidad ha aumentado ligeramente durante la última década:
| Año  | Habitantes           | Fuente |
| ---- | -------------------- | ------ |
| 1992 | sin datos detallados | Censo  |
| 2001 | 214                  | censo  |
| 2012 | 243                  | censo  |